# Orchestra Sinfonica di Bournemouth

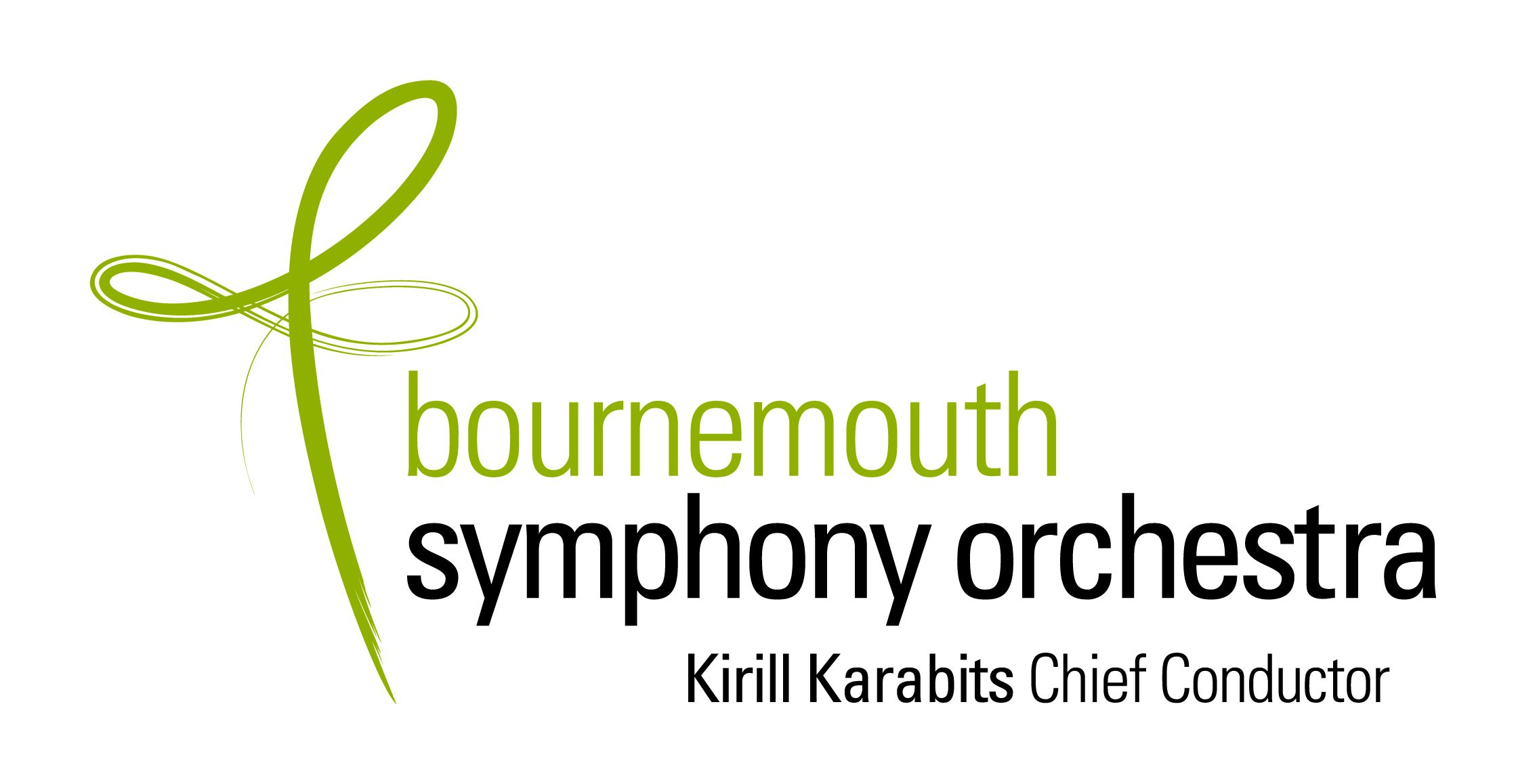

La Bournemouth Symphony Orchestra (BSO) è un'orchestra inglese con lo scopo di servire il sud-ovest e il sud dell'Inghilterra. Fondata nel 1893, la BSO ha sviluppato una reputazione come una delle più importanti orchestre del Regno Unito ed ha lavorato con molti dei più importanti compositori, direttori d'orchestra e interpreti del mondo. Originariamente con sede a Bournemouth, la BSO trasferì i suoi uffici nella città adiacente di Poole nel 1979.
L'Orchestra ha lavorato con una serie di stimati direttori principali, tra cui Sir Dan Godfrey, Rudolf Schwarz, Constantin Silvestri, Paavo Berglund, Andrew Litton e Marin Alsop, con Kirilo Ìvanovič Karabicʹ attualmente in carica. Ha la sede a The Lighthouse, Poole, con altre importanti serie di concerti dati a Portsmouth Guildhall, la Sala Grande dell'Exeter University e la Colston Hall di Bristol. Serie più brevi sono anche dato a Bournemouth (Pavilion Theatre) e Basingstoke.
Nel 2014 l'Orchestra in un sondaggio di Bachtrack è stata votata vincitrice della Orchestra Preferita del mondo 2014. Nel corso di un mese, i lettori hanno presentato i loro voti, con 11.613 partecipanti. Erano presenti 383 diverse orchestre in più di 40 altri paesi.

## Dalle origini al 1934: L'era Godfrey
La Bournemouth Municipal Orchestra fu fondata nel 1893 da Dan Godfrey come un gruppo di 30 musicisti di strumenti a fiato e un batterista, anche se molti degli strumentisti - come è la pratica corrente dei musicisti militari - erano abili in entrambi gli strumenti, a fiato e a corda. Questo approccio flessibile fece sì che i musicisti potevano formare una banda militare per concerti all'aperto (suonando sul molo di Bournemouth) o un ensemble classico più ufficiale per programmi al chiuso. Il gruppo diede il suo primo concerto il Lunedì di Pentecoste 1893 al Winter Gardens, con il suo primo concerto di musica classica nel mese di ottobre dello stesso anno.
La band si ingrandì rapidamente fino a diventare una grande orchestra, guadagnandosi la reputazione di difendere la musica britannica. Edward Elgar e Gustav Holst (tra gli altri) hanno diretto l'orchestra nelle proprie opere. L'orchestra ha dato nel Regno Unito anteprime di grandi opere di Richard Strauss, Camille Saint-Saëns e Pëtr Il'ič Čajkovskij. Il 14 dicembre 1903, diede il suo 500º concerto sinfonico, diretta da Godfrey; un libretto ricordo elenca tutti i lavori suonati dall'orchestra sin dal suo inizio, mettendo in evidenza tutte le prime esecuzioni. Il Bournemouth Municipal Choir, fondato da Godfrey nel 1911, cantava regolarmente con l'orchestra.
Dal 1922 (al 1940) un Festival di Pasqua era una caratteristica importante nel calendario della Bournemouth; nel 1927 il Festival fu dedicato alla musica di donne inglesi compositrici. Nel 1934 Godfrey andò in pensione come direttore principale, dopo aver diretto oltre 2.000 concerti sinfonici.
La prima registrazione della Bournemouth Municipal Orchestra fu effettuata nel 1914 e furono pubblicate registrazioni occasionali durante il mandato di Godfrey: le registrazioni di Godfrey comprendono opere come l'ouverture di Zampa di Ferdinand Hérold, le ouverture The Bronze Horse e The Crown Diamonds di Daniel Auber, o la Petite Suite de Concert di Samuel Taylor Coleridge, insieme a "elementi di novità", con titoli come Sticks Slippery e Whispering Pines dei membri dell'orchestra che li caratterizzava come solisti.
Godfrey rimane il più longevo direttore principale dell'orchestra e la sua gestione assicurò che, a differenza di molte delle orchestre di mare che operavano a partire dalla fine del XIX secolo fino allo scoppio della seconda guerra mondiale, la Bournemouth Comunale Orchestra ha stabilito una tradizione continua di fare musica. I programmi di Godfrey mescolano elementi popolari, come gli spettacoli di varietà e la musica leggera, con estratti da pezzi più seri ed importanti. Accanto a questi istituì una serie di concerti sinfonici che ha introdussero diversi repertori. Ha coltivato collegamenti con la maggior parte dei più importanti compositori britannici del momento, tra cui Edward Elgar, Hamilton Harty, Alexander Mackenzie, Hubert Parry, Charles Villiers Stanford, Ethel Smyth, Gustav Holst e l'australiano Percy Grainger.
Fin dall'inizio Godfrey ebbe un rapporto difficile con il Consiglio comunale di Bournemouth che vedeva l'orchestra come una impresa commerciale che avrebbe dovuto pagare per continuare il suo percorso. Come parte delle attrazioni turistiche di Bournemouth, ogni richiesta di implementazione dell'orchestra o di modifica ai loro contratti era oggetto di dibattiti approfonditi in camera di Consiglio. Tuttavia, in generale, Godfrey ebbe successo nel far andare d'accordo gli alti valori artistici con il successo al botteghino.

## 1934–1947: Austin, Birch e l'austerità in tempo di guerra
Dopo il pensionamento di Godfrey, il compito di sostenere l'orchestra ricadde su Richard Austin. Le trasmissioni radio avevano luogo dal Padiglione e un certo numero di celebri celebri compositori fece visita durante questo periodo, tra i quali Igor' Fëdorovič Stravinskij, William Turner Walton, Ernest John Moeran, Sergej Vasil'evič Rachmaninov, Roger Quilter, Balfour Gardiner e Percy Grainger. Allo scoppio della guerra, l'orchestra fu ridotta da 61 a 35 e poi nel 1940 a soli 24 musicisti. Austin si dimise nello stesso anno e Montague Birch contribuì a mantenere attiva l'orchestra durante la guerra, dando molti concerti "popolari". Mentre l'Orchestra Municipale lottava in uno stato di povertà, gli anni della guerra videro concerti in città da parte della Wessex Philharmonic, un'orchestra indipendente diretta da Reginald Goodall, che comprendeva alcuni ex-membri della BMO.

## 1947–1954: Schwarz e Groves
Dopo la fine della guerra l'orchestra trovò una nuova sede ai "nuovi" Winter Gardens. Nel 1947, Rudolf Schwarz fu nominato direttore musicale di un'orchestra ri-formata di 60 musicisti. Diresse l'Orchestra nel suo primo concerto a Londra dal 1911 alla Royal Albert Hall nel 1948 e in due concerti alla Royal Festival Hall durante il Festival of Britain nel 1951. Il mandato di Schwarz fu caratterizzato da consolidamento artistico, ma anche da problemi finanziari.
Charles Groves fu assunto come direttore musicale nel 1951, ma l'aumento del deficit annuale e la risoluzione dei contratti dei musicisti causò una crisi, scongiurata solo dal sostegno della Winter Gardens Society. Nel 1952 un piano per fondere la BMO con la City of Birmingham Symphony Orchestra fu evitato da un accordo dell'orchestra con l'Arts Council che si impegnava ad accompagnare la Welsh National Opera per diverse settimane. La continuazione dell'orchestra è stato garantito solo dalla formazione della Western Orchestral Society. Nel 1954, l'orchestra cambiò il suo nome in Bournemouth Symphony Orchestra. Al concerto inaugurale Groves e Sir Thomas Beecham condivisero il podio.

## 1954–1969: Gli anni di Silvestri
Dal 1954 la BSO sviluppò il suo ruolo attuale di dare concerti in diversi locali nel sud-ovest dell'Inghilterra. Fra gli altri incarichi ci fu quello di accompagnare il Bolshoi Ballet nel suo primo tour britannico nel 1956.
Nel 1957 Groves e l'orchestra effettuarono registrazioni commerciali, per Classics Club, (con un ingegnere locale della Ronaldsons of Southbourne Ltd.), della 4º Sinfonia di Beethoven, dell'Academic Festival Overture di Brahms e della Suite L'Arlesiana di Bizet.
Nel 1962 Constantin Silvestri diventò Direttore Principale ed innalzò il livello ed profilo dell'orchestra, con una apparizione al Festival di Edimburgo nel 1963, un primo tour europeo nel 1965, registrazioni di rilievo e trasmissioni radio regolari. L'orchestra ottenne il suo primo riconoscimento internazionale durante l'incarico di Silvestri, come ad esempio in una performance congiunta con la Leipzig Gewandhaus Orchestra nei Winter Gardens, delle sezioni di archi combinate di entrambe le orchestre, suonando l'Introduzione e Allegro di Edward Elgar. Il suo mandato fu interrotto dalla sua morte per cancro nel 1969. La sua eredità registrata comprende Fantasia su un tema di Thomas Tallis di Vaughan Williams, Sheherazade di Rimsky-Korsakov e una registrazione del 1966 dell'Ouverture 1812 di Tchaikovsky con le forze aggiunte della Band of HM Royal Marines.
Recenti pubblicazioni sulla BBC Legends, trasferite da registrazioni di concerti dal vivo dati ai Winter Gardens e altrove durante l'incarico di Silvestri, forniscono una registrazione vivida dello stile dell'orchestra in questa epoca. Queste incisioni comprendono la Sinfonia Manfred di Tchaikovsky e Enigma Variations di Elgar.

## 1969–1972 Hurst
Oltre alla sua lista di direttori principali, tra gli altri direttori affiliati all'orchestra c'era George Hurst, che prestò servizio come direttore principale di fatto dal 1969 al 1972, tra gli incarichi di Silvestri e Paavo Berglund, senza essere stato nominato ufficialmente per il posto. Hurst garantì la continuità nel corso di tale interregno direttoriale.

## 1972–1979 Berglund
Il mandato di Paavo Berglund come direttore principale dal 1972 al 1979 ha compreso registrazioni commerciali delle sinfonie complete di Jean Sibelius per la EMI. La Bournemouth Symphony Orchestra e Paavo Berglund effettuarono la registrazione in prima mondiale della Sinfonia Kullervo di Jean Sibelius. Berglund diresse i concerti per il Centenario di Sibelius con la Bournemouth Symphony Orchestra nel 1965 e divenne il direttore principale nel 1972, concludendo il suo mandato nel 1979. Berglund ha guidato la Bournemouth Symphony Orchestra con distinzione, elevando notevolmente gli standard esecutivi, come si può ascoltare dalle numerose registrazioni fatte dalla stessa per la EMI. Durante questo periodo il repertorio nordico divenne un caposaldo dell'orchestra.
Ricordi della Bournemouth Symphony Orchestra: le performance e le registrazioni di Berglund di Sibelius con la BSO sono leggendari e la sua morte fu annunciata quando l'orchestra suonò la Quinta Sinfonia di Sibelius con Kirill Karabits sul podio (che aveva lavorato con Paavo a Budapest). Le partiture musicali usate dalla BSO sono quelle utilizzate da Paavo stesso e l'orchestra dedicò i suoi concerti del 26 gennaio a Cheltenham, e del 27 gennaio a Portsmouth Guildhall alla sua memoria.
Roger Preston, co-violoncello principale che aveva lavorato con Paavo in molte occasioni, ha detto:
Mi unii alla BSO nel 1979, perché li avevo visti e sentiti suonare sotto Berglund e sapevo che lui (e loro!) erano assolutamente eccezionali. Molti dei commenti, critiche e richieste di Paavo sono così freschi nella mia mente come fosse ieri.
Egli rimane per me uno dei migliori, se non il migliore direttore con cui io abbia mai suonato e sono molto grato di aver potuto catturare gli ultimi giorni della relazione straordinariamente feconda di Paavo con la BSO. Per tutti i suonatori di strumento ad arco che leggono questo, mi è piaciuto in particolare quando diceva, "violini, voi suonate come in una cabina telefonica", vale a dire, usare molto di più l'archetto!»
Edward Greenfield ha scritto in una recensione di un concerto della Bournemouth Symphony Orchestra e di Paavo Berglund sul Guardian nel 1972, che gli archi brillanti e ricchi hanno lasciato indietro molte interpretazioni di Londra.
Il giornale Helsingin Sanomat scrisse nell'intervista per l'80º compleanno di Paavo Berglund che il suo assistente di un tempo della Bournemouth, Simon Rattle, lo chiama "uno degli ultimi grandi", e usa gli archi di Berglund nelle sue esecuzioni di Sibelius, come molte altre superstar. La Helsinki Philharmonic Orchestra diventa sempre molto sospettosa quando un maestro in visita vuole cambiare le marcature di Paavo per Sibelius. Il maestro in visita viene messo a tacere dicendo che le marcature sono di Sibelius.

### Registrazioni della Bournemouth Symphony Orchestra e Paavo Berglund
- Bliss: Suite da Miracle in the Gorbals; Concerto per violoncello (con Arto Noras). Bournemouth Symphony Orchestra. 1977, Southampton Guildhall. (EMI ASD 3342)
- Britten: Concerto per violino (con Ida Haendel). Bournemouth Symphony Orchestra. 12 giugno 1977. (EMI ASD 3843 CDM7642022)
- Franck: Sinfonia; Variazioni Sinfoniche (con Sylvia Kersenbaum). Bournemouth Symphony Orchestra. 1976. (EMI ASD 3308)
- Glazunov: Concerto per pianoforte (con John Ogdon); Yardumian: Passacaglia, Recitativo & Fuga. Bournemouth Symphony Orchestra. 1977. (EMI ASD 3367)
- Grieg: Peer Gynt Suite; Alfven: Rapsodia Svedese; Järnefelt: Praeludium; Berceuse. Bournemouth Symphony Orchestra. (EMI)
- Grieg: Danze Sinfoniche; Vecchia romanza Norvegese con variazioni. Bournemouth Symphony Orchestra. 1982. (EMI ASD 4170)
- Nielsen: Sinfonia n. 5. Bournemouth Symphony Orchestra. 1975. (EMI ASD 3063)
- Prokofiev: Summer Night Suite. Bournemouth Symphony Orchestra. 1975. (EMI ASD 3141)
- Rimsky-Korsakov: The Golden Cockerel Suite. Bournemouth Symphony Orchestra. 1975. (EMI ASD 3141)
- Rimsky-Korsakov: May Night Overture; Glazunov: Valzer del Concerto n. 1; Glinka: Valzer Fantasia; Sibelius: Intermezzo ed Alla Marcia dalla Suite Karelia; Shalaster: Danza "Liana". Bournemouth Symphony Orchestra. (EMI)
- Shostakovich: Sinfonie 5, 6, 7, 10, 11. Bournemouth Symphony Orchestra. 30–31 luglio 1975, n. 1 Studio, Abbey Road, London (n. 5). Jan 1974, Guildhall, Southampton (n. 7). 1975 (n. 10). dicembre 1978 (n. 11). (EMI)
- Shostakovich: Concerto per violoncello n. 1; Walton: Concerto per violoncello (con Paul Tortelier). Bournemouth Symphony Orchestra. 7–8 gennaio 1973, Southampton Guildhall. (EMI)
- Shostakovich: Concerto n. 1 for Pianoforte, tromba ed archi (con Cristina Ortiz e Rodney Senior); Concerto per pianoforte n. 2 (con Cristina Ortiz); Tre Danze Fantastiche. Bournemouth Symphony Orchestra. settembre 1975. (EMI)
- Sibelius: En saga; The Oceanides; Pohjola's Daughter; Luonnotar (con Taru Valjakka); Pelleas et Melisande (estratti). Bournemouth Symphony Orchestra. (EMI ESD7159)
- Sibelius: Finlandia; The Swan of Tuonela; Lemminkäinen's return; Intermezzo dalla Karelia Suite; Notturno, Elegia, Musette, Valse Triste dal King Kristian II suite. Bournemouth Symphony Orchestra. (EMI 1 C 063-05 011 Q)
- Sibelius: Complete Sinfonie 1–7 e Opere Orchestrali (Compresa la Prima Registrazione mondiale della Kullervo Symphony). Bournemouth Symphony Orchestra. 1976 (n. 1). 1978 (n. 2). 20 giugno 1977 (n. 3). ? (n. 4). giugno 1973 (n. 5). 1976 (n. 6). 1973 (n. 7). Southampton Guildhall. dicembre 1970, Southampton Guildhall (Kullervo). (EMI)
- Sibelius: Concerto per violino; Serenades n. 1, 2; Humoresque n. 5. (con Ida Haendel). Bournemouth Symphony Orchestra. luglio 1975, Southampton Guildhall. (EMI)
- Vaughan Williams: Sinfonia n. 6; Concerto per oboe (con John Williams). Bournemouth Symphony Orchestra. 1 aprile 1975, Southampton Guildhall. (EMI ASD 3127)
- Walton: Concerto per violino (con Ida Haendel). Bournemouth Symphony Orchestra. 1978, Southampton Guildhall. (EMI ASD3843 CDM 764202 2)

## 1980–1982 Segal
Il direttore d'orchestra israeliano Uri Segal succedette a Berglund dal 1980 al 1982. Durante il suo mandato, la BSO incise le suite da Gloriana e Il principe delle pagode di Benjamin Britten.

## 1982–2008: I Russi e gli Americani
Rudolf Barshai prestò servizio come direttore principale della BSO dal 1982 al 1988. Le sue registrazioni con BSO comprendono la Sinfonia n. 8 di Dmitri Shostakovich, e una pubblicazione vincitrice del Premio Gramophone nel 1988, del Concerto per Pianoforte n. 2 di Tchaikovsky.
Il direttore americano Andrew Litton diresse per la prima volta la BSO nel 1986 e in seguito divenne direttore principale della BSO dal 1988 al 1994, il primo direttore principale americano dell'orchestra. Litton fu successivamente nominato Direttore Laureato della BSO. Le sue registrazioni con la BSO comprendono sinfonie e concerti per la Decca di William Walton e le sinfonie complete di Tchaikovsky (tra cui la Sinfonia Manfred) per la Virgin Classics. Nel febbraio 1997 la registrazione di Litton della Belshazzar's Feast di Walton con la BSO, il Bournemouth Symphony Chorus ed il solista Bryn Terfel vinse un Grammy Award.
Tra i principali direttori ospiti della BSO ci sono stati Kees Bakels (1990-2000) e Richard Hickox (1992-1995).
Yakov Kreizberg fu direttore principale dal 1995 al 2000. Mentre non fece alcuna registrazione commerciale con l'orchestra, lui e la BSO andarono in tour negli Stati Uniti, debuttando tra l'altro alla Carnegie Hall nel mese di aprile 1997. Kreizberg e la BSO furono anche residenti per 3 giorni al Musikverein di Vienna nel 1999.
Marin Alsop, direttore principale dal settembre 2002 al 2008, è stata la prima direttrice principale donna della BSO e la prima direttrice principale donna di un'orchestra del Regno Unito. Nel suo periodo con l'orchestra continuò la programmazione del repertorio americano iniziato con l'incarico a Litton, che spesso presentò al pubblico dal podio nello stile del suo mentore Leonard Bernstein. Ha diretto tutte le sinfonie di Mahler, tranne la Sinfonia n. 8. Lei e la BSO hanno registrato diversi CD per la Naxos, sia del repertorio europeo che americano.

## Oggi
Nel novembre 2007 la BSO annunciò la nomina di Kirill Karabits come suo 13º Direttore Principale, il primo direttore principale ucraino di un'orchestra del Regno Unito. Karabits tenne il titolo di Direttore Principale designato dell'orchestra per la stagione 2008-2009 e divenne direttore principale a partrire dalla stagione 2009-2010. Con la BSO Karabits fece la sua prima apparizione come direttore d'orchestra ai Proms nell'agosto 2009.
La prima registrazione commerciale della BSO con Karabits (del Concerto per orchestra n 4 e 5 di Rodion Shchedrin) fu pubblicata su etichetta Naxos nel mese di aprile 2010. La BSO e Karabits hanno anche registrato la musica di Aram Khachaturian per l'etichetta Onyx. Nel mese di agosto 2011 la BSO prolungò il contratto di Karabits 'come direttore principale fino alla stagione 2015-2016. Nel mese di aprile 2015 la BSO annunciò che Karabits aveva firmato un contratto di rinnovo automatico come direttore principale, estendendo il suo mandato fino al 2018 come minimo.
Il presidente del Consiglio della Bournemouth Symphony Orchestra è David Mellor.

## Propaggini
Nel 1968 fu fondata la Bournemouth Sinfonietta, col mandato complementare di visitare le città più piccole del sud e dell'ovest, concentrandosi sul repertorio classico. Nonostante il consenso artistico per tutta la sua storia, difficoltà finanziarie e revoche di finanziamenti portarono alla sua chiusura improvvisa nel novembre 1999. Da allora, sezioni della BSO andarono occasionalmente in tour in locali più piccoli del sud e ovest.
Kokoro è un gruppo di musica contemporanea, formato nel 1994, della Bournemouth Symphony Orchestra, composto da suonatori dell'orchestra e musicisti freelance.

## Programma concerti
La Bournemouth Symphony Orchestra attualmente dà circa 150 concerti all'anno. Nel settembre 1995 l'orchestra, diretta da Richard Hickox, fu la prima a dare il ciclo completo dei concerti delle sinfonie di Ralph Vaughan Williams.
L'orchestra sotto Paavo Berglund effettuò la registrazione in prima mondiale di Kullervo di Sibelius nel 1970. Altre registrazioni importanti comprendono il completamento di Deryck Cooke della Sinfonia n. 10 di Gustav Mahler, diretta da Simon Rattle; In the South (Alassio) di Elgar diretta da Constantin Silvestri, il 2º Concerto per pianoforte di Tchaikovsky diretto da Rudolf Barshai con Peter Donohoe come solista (con Nigel Kennedy e Steven Isserlis nel movimento "lento"); il completamento di Anthony Payne della 3ª Sinfonia di Elgar diretta da Paul Daniel, e Chichester Psalms di Leonard Bernstein diretta da Marin Alsop.
L'orchestra ha registrato un ciclo completo delle sinfonie di Tippett per Chandos, le sinfonie di Vaughan Williams per Naxos (direttore Kees Bakels per sette delle sinfonie e Paul Daniel per A Sea Symphony e per la 4ª). L'orchestra ha anche inciso per Naxos una serie completa delle sinfonie di Sir Charles Villiers Stanford.
L'orchestra si esibisce regolarmente al BBC Proms nella Royal Albert Hall e ha suonato in altre grandi sale da concerto del mondo, come la Carnegie Hall di New York, il Musikverein di Vienna, ed il Rudolfinum di Praga.
Per molti anni fino alla sua morte nel 2003, Ron Goodwin diede una serie annuale di concerti di Natale con l'orchestra in giro al sud e all'ovest dell'Inghilterra.

### Prime esecuzioni eseguite dall'orchestra
Le prime esecuzioni date dall'orchestra sono le seguenti:
- Samuel Taylor Coleridge: Sinfonia in La minore (1900)
- Ralph Vaughan Williams: Serenata in La minore (1901)
- Gustav Holst: Sinfonia in Fa ("The Cotswolds") (1902)
- Charles Villiers Stanford: Concerto per Clarinetto in La minore Op. 80 (1903)
- Arnold Bax: Tintagel (1921)
- Rutland Boughton: The Queen of Cornwall (1924)
- Rutland Boughton: Sinfonia n. 2 (1927)
- William Alwyn: Concerto per pianoforte n. 1 (1930)
- Cyril Scott: Concertino per due Pianoforti e Orchestra (1931)
- George Lloyd: Sinfonia n. 1 (1933)
- Percy Whitlock: Sinfonia in Sol minore per organo e orchestra (1937)
- Ernest Bloch: Deux Interludes symphonique de Macbeth (1939)

- Malcolm Arnold: Overture 'The Smoke' (1948)
- Malcolm Arnold: Sinfonia n. 2 (1953)
- Robert Simpson: Concerto per pianoforte (1967)
- Malcolm Williamson: Sinfonia n. 2 (1969)
- Gerhard Schurmann: Concerto per pianoforte (1973)
- Robert Simpson: Sinfonia n. 9 (1987)
- Alexander Lokshin: Sinfonia No 1 ("Requiem") (1988)
- Gerhard Schurmann: The Gardens of Exile (1991)
- George Lloyd: A Symphonic Mass (1993)
- John Tavener: Theophany (1994)
- Pēteris Vasks: Seconda Sinfonia (1999)
- Ralph Vaughan Williams: The Garden of Proserpine (composed 1899; premiere recording: 2011)

## Partecipazioni
Una parte fondamentale della missione dell'Orchestra è il suo lavoro al di là della sala da concerto. Raggiungendo le comunità in tutto il sud e il sud-ovest, l'Orchestra organizza attività che vanno dai laboratori di ispirazione nelle scuole a speciali prestazioni nelle case di cura.

## Media
Oltre alle prime registrazioni acustiche da parte della Bournemouth Municipal Orchestra nel 1914, le prime attività tramite mass media comprendono trasmissioni radio dai Winter Gardens originali sul 2LO nel 1920. Successivamente la BMO diede concerti regolari alla BBC, tra cui il concerto d'addio di Godfrey. L'archivio Pathé contiene cortometraggi dell'orchestra diretta da Dan Godfrey e Richard Austin fatti al Pavilion Theatre nel 1930 e nel 1937.
Nel 1963 la navata della Cattedrale di Winchester fu autorizzata per la prima volta in diverse centinaia di anni per consentire una trasmissione televisiva in diretta dell'Orchestra, diretta da Constantin Silvestri, nell'esecuzione della "Musica del Venerdì Santo" di Wagner dal Parsifal.
Nel 1970 l'orchestra apparve nella serie Music in Camera della Southern Television, diretta da Owain Arwel Hughes. La registrazione della Bournemouth Symphony Orchestra de The Planets di Gustav Holst, diretta da George Hurst, fu utilizzata nella colonna sonora del film di Nicolas Roeg L'uomo che cadde sulla Terra.
L'orchestra è stato descritta in una serie di breve durata dei programmi sulla stazione radio commerciale locale 2CR. I membri dell'orchestra ed il Bournemouth Symphony Chorus hanno registrato un jingle per gli Autobus Gialli, della società di autobus locale di Bournemouth.

## Direttori principali
- 1893–1934:  Sir Dan Godfrey
- 1934–1939: Richard Austin
- 1939–1947: Montague Birch
- 1947–1951: Rudolf Schwarz
- 1951–1961:  Sir Charles Groves
- 1962–1969: Constantin Silvestri
- 1972–1979: Paavo Berglund
- 1980–1982: Uri Segal
- 1982–1988: Rudolf Barshai
- 1988–1994: Andrew Litton
- 1995–2000: Yakov Kreizberg
- 2002–2008: Marin Alsop
- 2009–attuale: Kirilo Ìvanovič Karabicʹ